# Järb

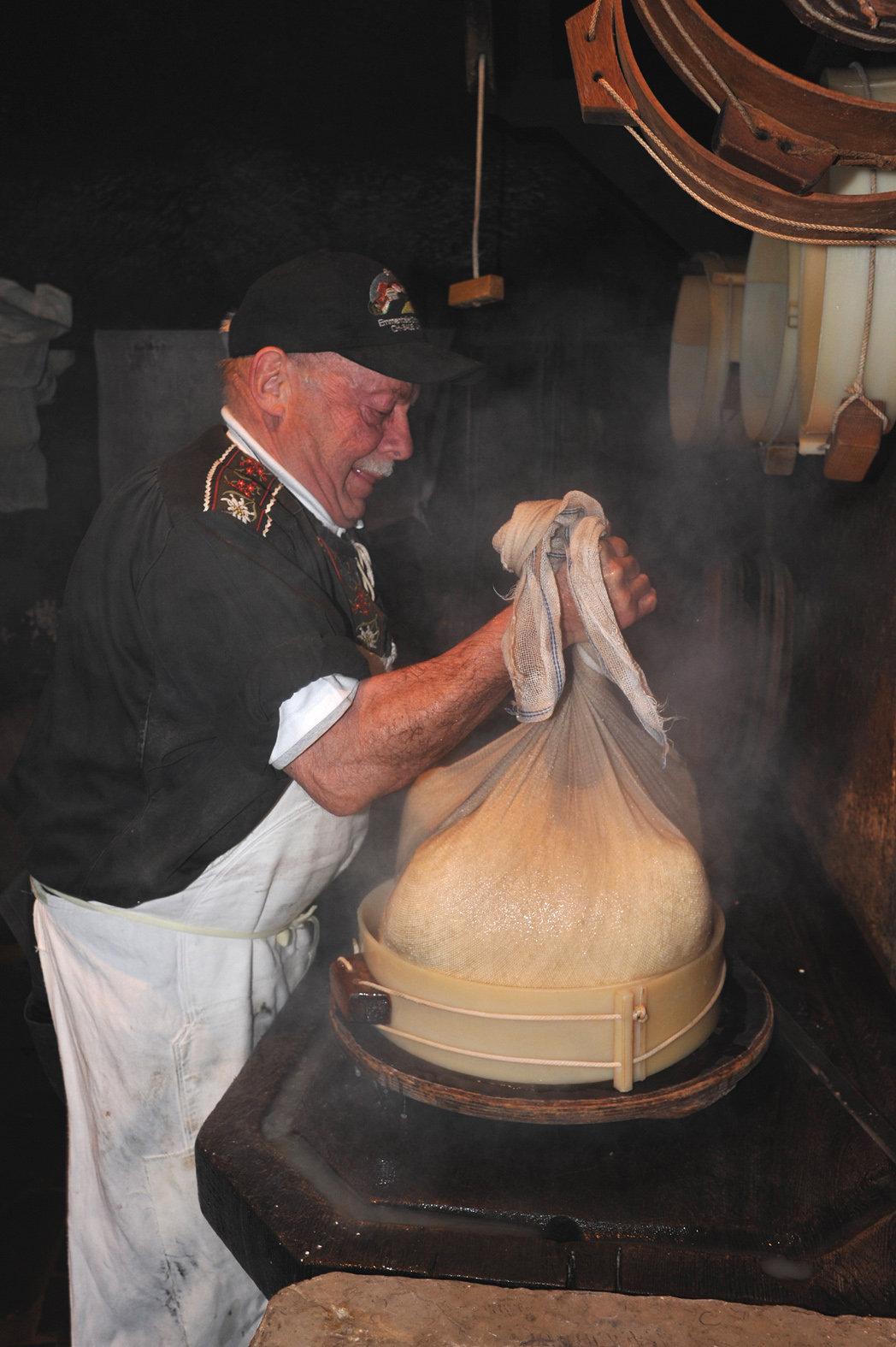
Der Bruch wird eingepackt in einem Tuch in das Järb gegeben.

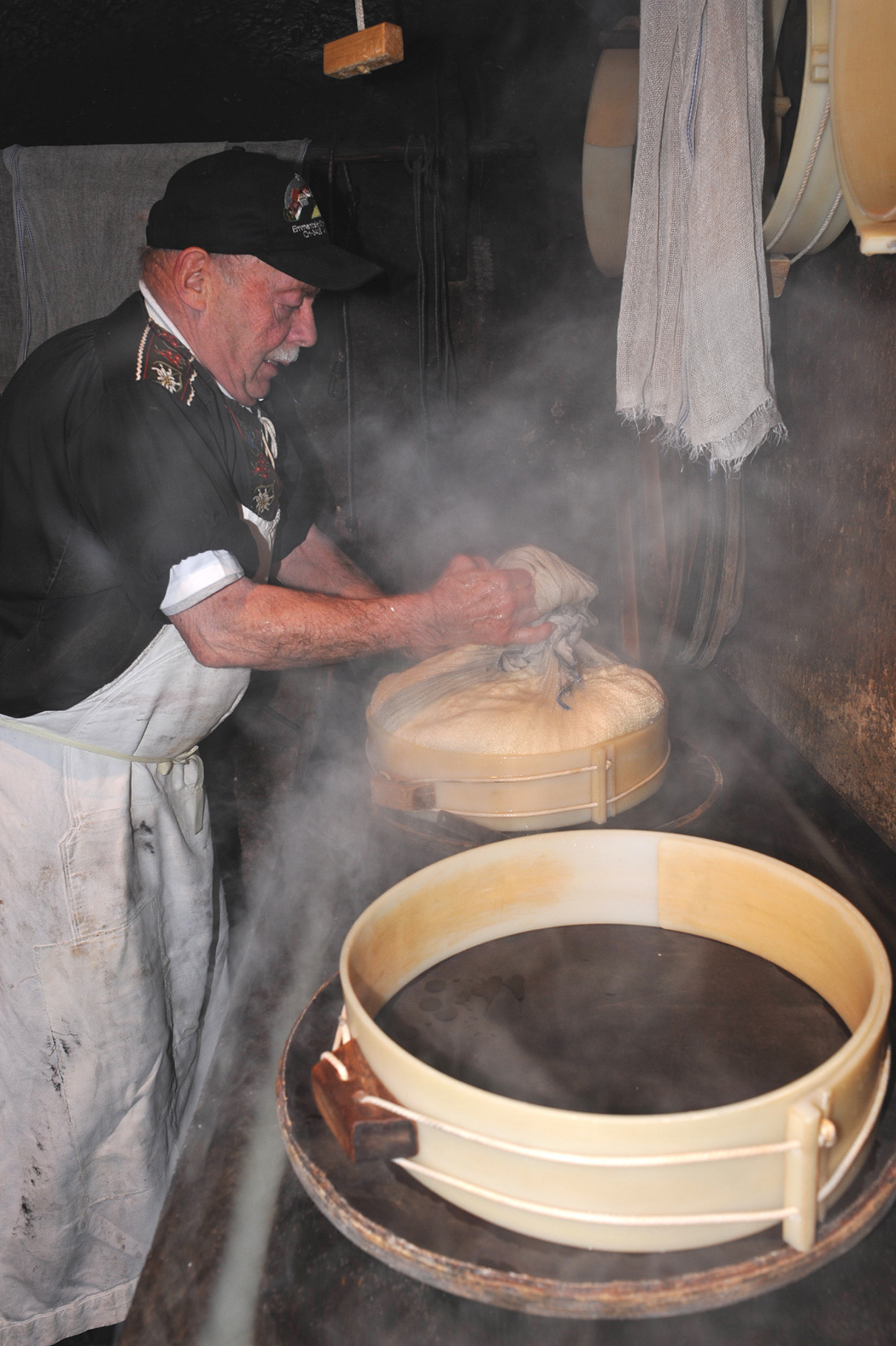
Traditionelles Järb aus Holz mit Spannvorrichtung

Ein Järb ist ein Reif, in den ein feinporiges Tuch aus Baumwolle eingelegt wird, um den Käsebruch in die typische runde Form zu pressen. Das mit Bruch befüllte Järb wird in eine Presse eingelegt, um den Bruch von überschüssiger Molke zu befreien. Der Durchmesser lässt sich über einen Spannzug variieren, um Käselaibe verschiedener Durchmesser herstellen zu können.
Traditionell wurden Holzringe als Järbe verwendet. Heutzutage gibt es auch Järbe aus Kunststoff. Beide Varianten sind nur noch in kleineren Milchverarbeitungsbetrieben (Hofkäsereien und Sennalpen) anzutreffen.